# UTC+08:30
UTC+08:30 és una zona horària d'UTC amb 8 hores i mitja de retard de l'UTC. El seu codi DTG és H+, H*  o H0.

## Zones horàries
- Pyongyang Time (PYT)

## Franges

### Temps estàndard (l'any sencer)
- Corea del Nord

## Història
Va estar una de les zones horàries establertes a la Xina l'any 1912. Concretament s'usava a la zona de Changpai, al nord-est de la Xina, a la zona delimitada per la longitud 127° 30′ E.
De l'any 1954 fins al 1961 Corea del Sud va decidir declarar UTC+08:30 com a hora estàndard.
De l'any 2015 fins al 2018 Corea del Nord va decidir declarar UTC+08:30 com a hora estàndard.

## Geografia
UTC+08:30 és la zona horària nàutica que comprèn l'alta mar de 127,5° E de longitud.